# Atlantická divize (NHL)
Atlantická divize NHL je jedna ze dvou divizí ve Východní konferenci. 

## Mistři divize
| Ročník    | Vítězný tým                    |
| --------- | ------------------------------ |
| 1993/1994 | New York Rangers (112 bodů)    |
| 1994/1995 | Philadelphia Flyers (60 bodů)  |
| 1995/1996 | Philadelphia Flyers (103 bodů) |
| 1996/1997 | New Jersey Devils (104 bodů)   |
| 1997/1998 | New Jersey Devils (107 bodů)   |
| 1998/1999 | New Jersey Devils (105 bodů)   |
| 1999/2000 | Philadelphia Flyers (105 bodů) |
| 2000/2001 | New Jersey Devils (111 bodů)   |
| 2001/2002 | Philadelphia Flyers (97 bodů)  |
| 2002/2003 | New Jersey Devils (108 bodů)   |
| 2003/2004 | Philadelphia Flyers (101 bodů) |
| 2004/2005 | Výluka NHL                     |
| 2005/2006 | New Jersey Devils (101 bodů)   |
| 2006/2007 | New Jersey Devils (107 bodů)   |
| 2007/2008 | Pittsburgh Penguins (102 bodů) |
| 2008/2009 | New Jersey Devils (106 bodů)   |
| 2009/2010 | New Jersey Devils (103 bodů)   |
| 2010/2011 | Philadelphia Flyers (106 bodů) |
| 2011/2012 | New York Rangers (109 bodů)    |
| 2012/2013 | Pittsburgh Penguins (72 bodů)  |
| 2013/2014 | Boston Bruins (117 bodů)       |
| 2014/2015 | Montreal Canadiens (110 bodů)  |

| Ročník    | Vítězný tým                    |
| --------- | ------------------------------ |
| 2015/2016 | Florida Panthers (103 bodů)    |
| 2016/2017 | Montreal Canadiens (103 bodů)  |
| 2017/2018 | Tampa Bay Lightning (113 bodů) |
| 2018/2019 | Tampa Bay Lightning (128 bodů) |
| 2019/2020 | Boston Bruins (100 bodů)       |
| 2020/2021 |                                |
| 2021/2022 | Florida Panthers (122 bodů)    |
| 2022/2023 | Boston Bruins (135 bodů)       |
| 2023/2024 | Florida Panthers (110 bodů)    |
| 2024/2025 | Toronto Maple Leafs (108 bodů) |

## Počet titulů v Atlantické divizi
| Tým                 | Počet titulů | Roky                                                                                              |
| ------------------- | ------------ | ------------------------------------------------------------------------------------------------- |
| New Jersey Devils   | 9            | 1996/1997, 1997/1998, 1998/1999, 2000/2001, 2002/2003, 2005/2006, 2006/2007, 2008/2009, 2009/2010 |
| Philadelphia Flyers | 6            | 1994/1995, 1995/1996, 1999/2000, 2001/2002, 2003/2004, 2010/2011                                  |
| Boston Bruins       | 3            | 2013/2014, 2019/2020, 2022/2023                                                                   |
| Florida Panthers    | 3            | 2015/2016, 2021/2022, 2023/2024                                                                   |
| New York Rangers    | 2            | 1993/1994, 2011/2012                                                                              |
| Pittsburgh Penguins | 2            | 2007/2008, 2012/2013                                                                              |
| Montreal Canadiens  | 2            | 2014/2015, 2016/2017                                                                              |
| Tampa Bay Lightning | 2            | 2017/2018, 2018/2019                                                                              |
| Toronto Maple Leafs | 1            | 2024/2025                                                                                         |
| Buffalo Sabres      | 0            | Ne                                                                                                |
| Detroit Red Wings   | 0            | Ne                                                                                                |
| Ottawa Senators     | 0            | Ne                                                                                                |
| New York Islanders  | 0            | Ne                                                                                                |
| Washington Capitals | 0            | Ne                                                                                                |
| Vancouver Canucks   | 0            | Ne                                                                                                |
| Edmonton Oilers     | 0            | Ne                                                                                                |
| Calgary Flames      | 0            | Ne                                                                                                |
| Winnipeg Jets       | 0            | Ne                                                                                                |

Tučně = týmy jsou v současné době v divizi.